# Conrado I da Borgonha
Conrado I da Borgonha denominado também como Conrado III da Provença e Conrado III da Borgonha. (c. 925 — 19 de outubro de 993), cognominado "o Pacífico", foi rei da Borgonha de 937 a 993.

## Biografia
Era filho de Rodolfo II da Borgonha (? — 11 de julho de 937) e de Berta da Suábia, filha de Buchard II da Suábia (883 - 926) e de Reginlinda de Sulichgau (890 - 958). Entre seus irmãos, estavam Burcardo, arcebispo de Lião, e Adelaide da Borgonha, rainha consorte da Itália e imperatriz consorte do Sacro Império Romano.
Sucedeu ao pai à morte deste, em 21 de julho de 937, e reinou por 56 anos. Seu reinado foi pacífico (daí seu cognome) e ele era popular com seus súditos. A única guerra em que esteve envolvido foi entre sarracenos e magiares, os quais conseguiu expulsar.

Território de Conrado I em 947.

Foi casado duas vezes. Do seu primeiro casamento, com Adelania, teve dois filhos:
1. Conrado Cuno (morto depois de 10 de agosto de 966), morto antes do pai;
2. Gisela da Borgonha (c. 960 - 21 de julho de 1007), casada com Henrique II, duque da Baviera.

Viúvo, casou-se novamente, agora com Matilde da França, filha do rei Luís IV da França e de Gerberga da Saxónia. O casamento foi acordado entre Conrado e Lotário I da França, irmão de Matilde, com o intuito de estender sua influência no sudeste francês. Como dote, recebeu os condados de Lião e de Vienne. O casal teve quatro filhos:
1. Matilde, casada com Hugo IX, conde de Eguisheim;
2. Berta da Borgonha (c. 965 - depois de 1010), casada com Odo I de Blois e depois com Roberto II da França[3];
3. Gerberga da Borgonha (†7 de julho de 1018), casada com Hermano I, conde de Werl, e depois com Hermano II da Suábia (também Hermano II, Duque da Suábia), duque da Suábia;
4. Rodolfo III da Borgonha (c. 970 - 6 de setembro de 1032), rei da Borgonha.

Conrado teve ainda mais um filho, ilegítimo, cuja mãe é desconhecida:
1. Burcardo (c. 970 - 22 de junho de 1030 ou de 1031), eleito arcebispo de Lião ainda criança, em 978, depois proboste de Saint-Maurice d'Agaune.